# Rheinsteig
Der Rheinsteig ist ein Fernwanderweg, der auf einer Länge von rund 320 Kilometern dem Mittelrhein und dem nördlichsten Teil des Oberrheins auf der rechten Rheinseite folgt und dabei 11.700 Höhenmeter überwindet. Er wurde am 8. September 2005 feierlich eröffnet, nachdem im August 2004 der Rheinburgenweg fertiggestellt war. Auf der Strecke Koblenz–Rüdesheim durchquert der Rheinsteig das UNESCO-Welterbe Oberes Mittelrheintal sowie die Weinanbaulandschaft Rheingau.
Der parallel laufende Rheinhöhenweg verlässt immer wieder die Hänge des Rheintals und führt über die angrenzenden Bergkuppen. Stellenweise verläuft er jedoch auch näher am Rhein als der Rheinsteig, so dass häufig die Wahl bleibt zwischen den Wegen im Flusstal und dem Bergland.
Die Einrichtung des Wanderwegs war ein Gemeinschaftsprojekt der Bundesländer Nordrhein-Westfalen, Rheinland-Pfalz und Hessen, um den Tourismus in den Regionen entlang des Rheines zu fördern. Das Deutsche Wanderinstitut in Marburg hat den Rheinsteig mit dem „Deutschen Wandersiegel Premiumweg“ ausgezeichnet.
Der Rheinsteig war im Jahr 2009 Gründungsmitglied des Vereins Top Trails of Germany.

## Verlauf
Der Rheinsteig beginnt in Bonn (am Marktplatz), wechselt auf die rechte Rheinseite und führt über das Siebengebirge, um das Neuwieder Becken herum, durch Koblenz-Ehrenbreitstein, überquert bei Lahnstein die Lahn und folgt dann dem Oberen Mittelrheintal bis nach Rüdesheim. Bereits ab Lorchhausen geht er am oberen Rand der Weinhänge des Rheingaus entlang und wieder hinunter zu den Weinorten. Ab dem Niederwalddenkmal bei Rüdesheim bleibt er am Taunusrand und macht ab dem Kloster Eberbach eine Schleife durch den Taunus über Schlangenbad und geht dann hinunter nach Wiesbaden, wo er am Schloss Biebrich endet. Dabei begleitet er den Rhein vorzugsweise auf den Höhen, meist nahe der Talkante, und durchquert viele Seitentäler. Er führt an etlichen Burgen und Schlössern vorbei. Neben zahlreichen Aussichtspunkten weist er auch einen hohen Anteil von felsigen oder erdigen Pfaden und sportlich anspruchsvollen Passagen auf. Außerdem schließt er an die bestehenden Wanderwegenetze der durchquerten Regionen an und soll diesen zusätzliche Touristen zuführen.
Als Wegmarkierung dient ein blaues Rechteck mit einem als Flusslauf stilisierten weißen „R“. Darunter ist der blaue Schriftzug „Rheinsteig“ zu lesen. Insgesamt wurden rund 8000 dieser Zeichen und etwa 900 Wegweiser mit Entfernungsangaben angebracht, deren Bestand unter Souvenirjägern und Vandalismus leidet. Um zum Rheinsteig zu gelangen, werden an den nächsten Bahnhöfen, an den Anlegestellen der Rheinschifffahrt und in der Ortsmitte der Gemeinden ockergelbe Hinweisschilder angebracht. Diese kennzeichnen die Zuwege zum Hauptweg. Die Markierungen sind auch häufig vereinfacht auf Steine oder ähnliche feste Punkte aufgemalt.
Oberhalb der Burg Lahneck kreuzt der Rheinsteig den Lahnhöhenweg auf der linken Seite der Lahn und auf der rechten Seite bei der Ruppertsklamm den 2010 geschaffenen Lahnwanderweg. In Bad Hönningen besteht Anschluss an den im Mai 2008 eröffneten Westerwaldsteig. Im Rheingau führen die parallelen Wege Hessenweg 7 und Rheingau-Riesling-Pfad ebenfalls von Kaub nach Wiesbaden.
Der von Bendorf-Sayn bis Rüdesheim am Rhein fast identische ehemalige rechtsrheinische Rheinburgenweg wurde 2010 auf den linksrheinischen Teil reduziert. Teilweise sind noch alte Wegmarkierungen zu finden.

## Sehenswürdigkeiten
Besondere Sehenswürdigkeiten sind:
Beethovenstadt Bonn, Drachenfels (Siebengebirge), Ruine Löwenburg (Siebengebirge), Erpeler Ley, Historisches Rathaus Linz, Schloss Arenfels, Weltkulturerbe Obergermanisch-Raetischer Limes, Burg Hammerstein, Schloss Monrepos (Neuwied), Römergraben Rengsdorf, Zoo Neuwied, Schloss Sayn, Marienburg Vallendar, Festung Ehrenbreitstein, Ruppertsklamm, Marksburg, Schloss Liebeneck, Filsener Ley, Feindliche Brüder, Pulsbachklamm, Burg Maus, Loreley, Burg Pfalzgrafenstein, Ruine Nollig, Assmannshausen / Höllenberg, Niederwalddenkmal, Kloster Marienthal, Schloss Johannisberg, Schloss Vollrads, Kloster Eberbach, Weinberg der Ehe bei Burg Scharfenstein (Kiedrich), Kurpark Schlangenbad, Naturdenkmal Grauer Stein, Goethestein, Schloss Biebrich in Wiesbaden-Biebrich.

## Rheinsteig-Rundtouren
In unmittelbarer Rheinsteignähe wurden fünf „Rheinsteig-Rundtouren“ eingerichtet:
- Fürstenweg, Länge 10,8 km
- Traumpfad Saynsteig, Länge 15,3 km
- Traumpfad Waldschluchtenweg, Länge 11,1 km
- Loreley Extratour, Länge 14,8 km
- Rauenthaler Spange, Länge 8,4 km

## Galerie

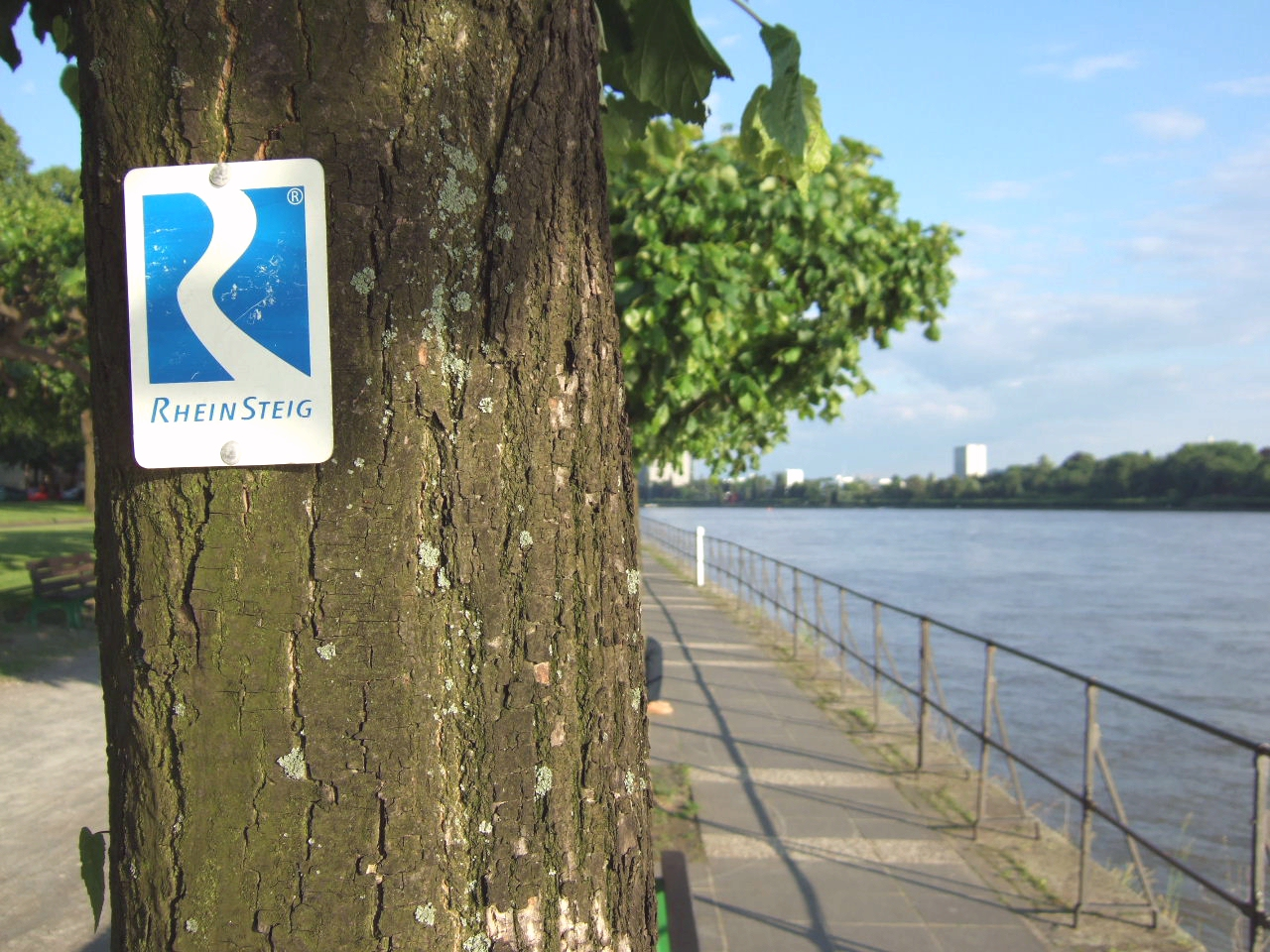
Blaue Markierungen führen entlang des Rheinsteigs
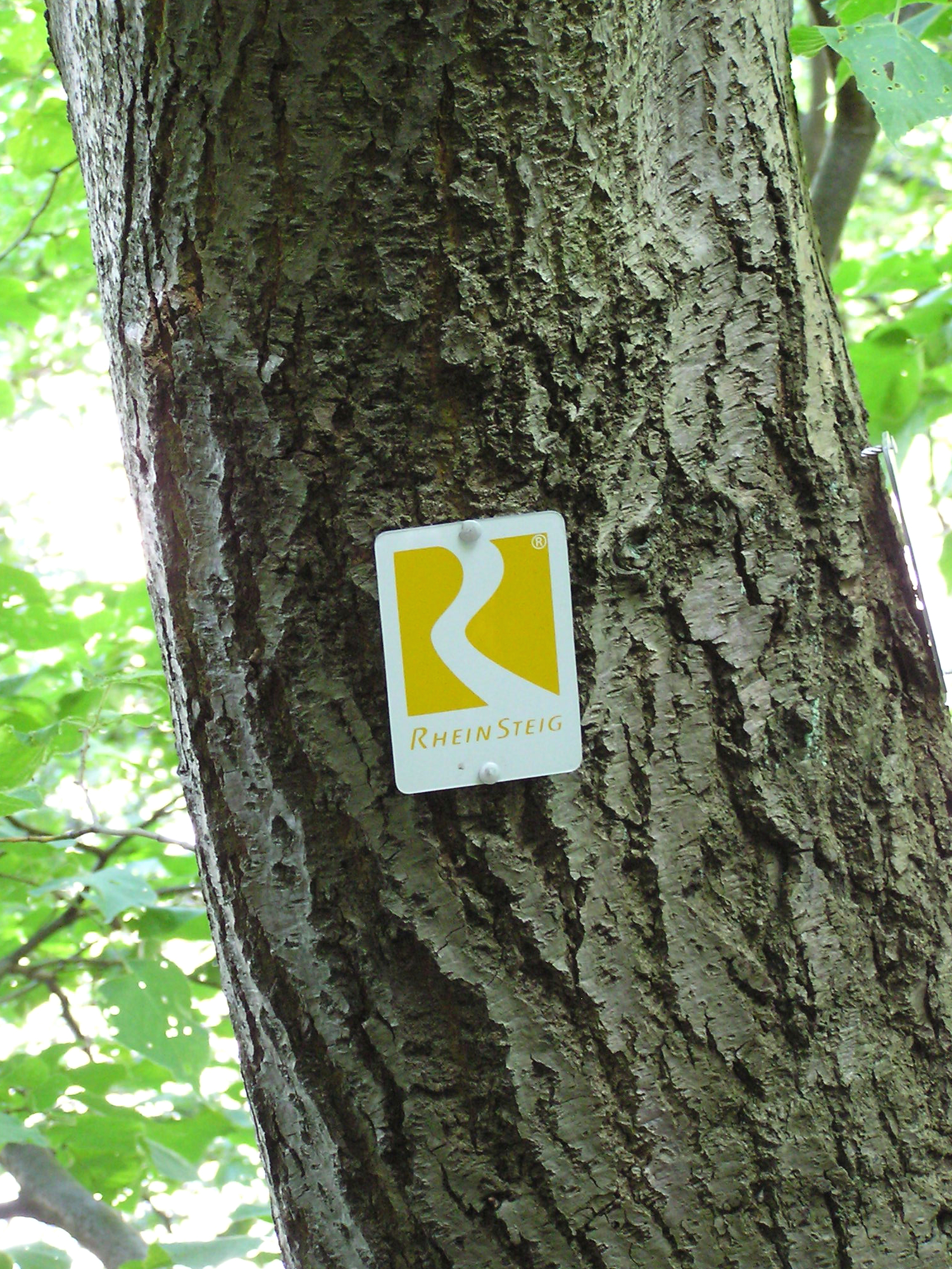
Zuweg: Ockergelbe Markierungen weisen den Weg zum Hauptweg
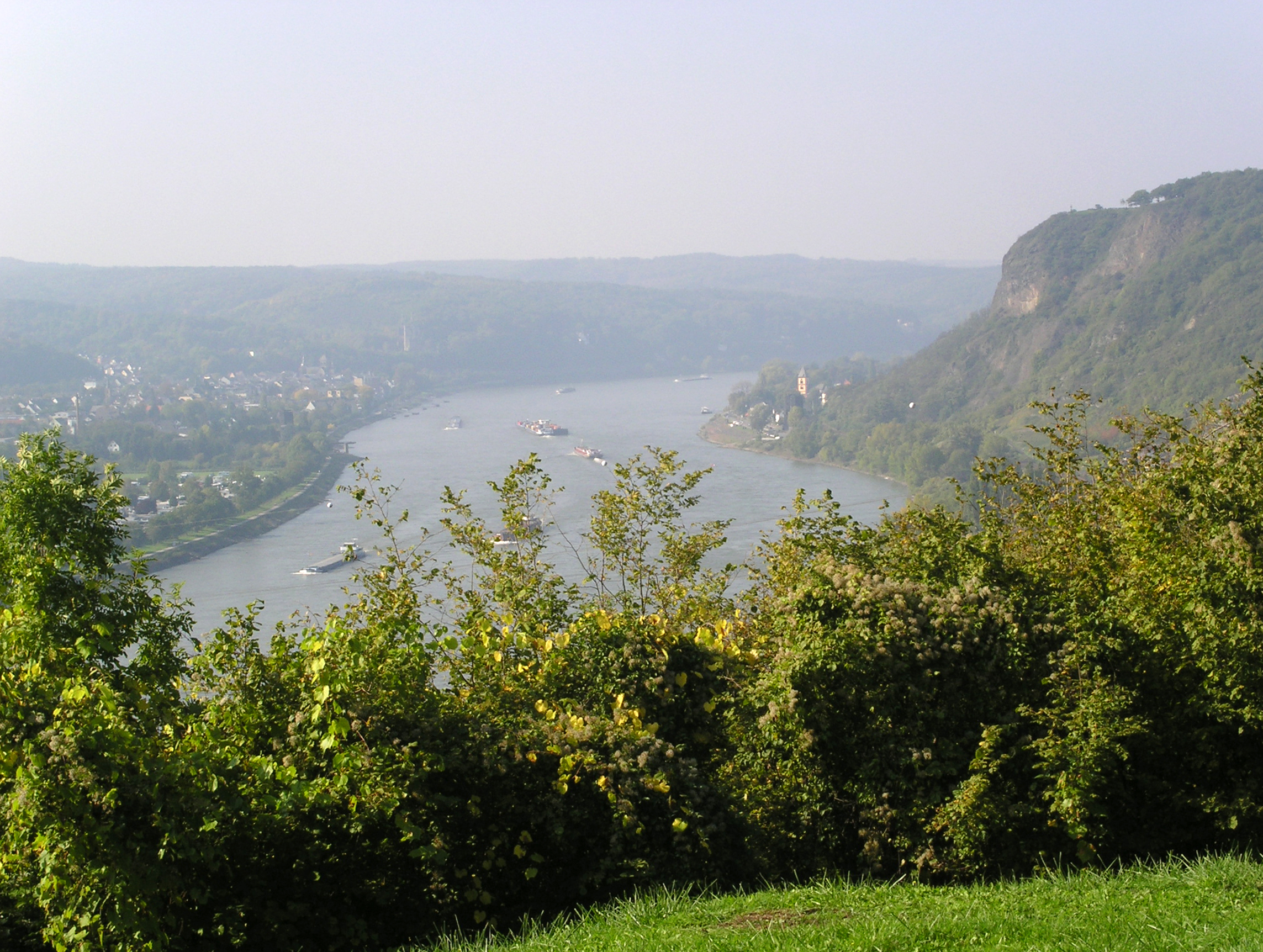
Blick auf die Erpeler Ley
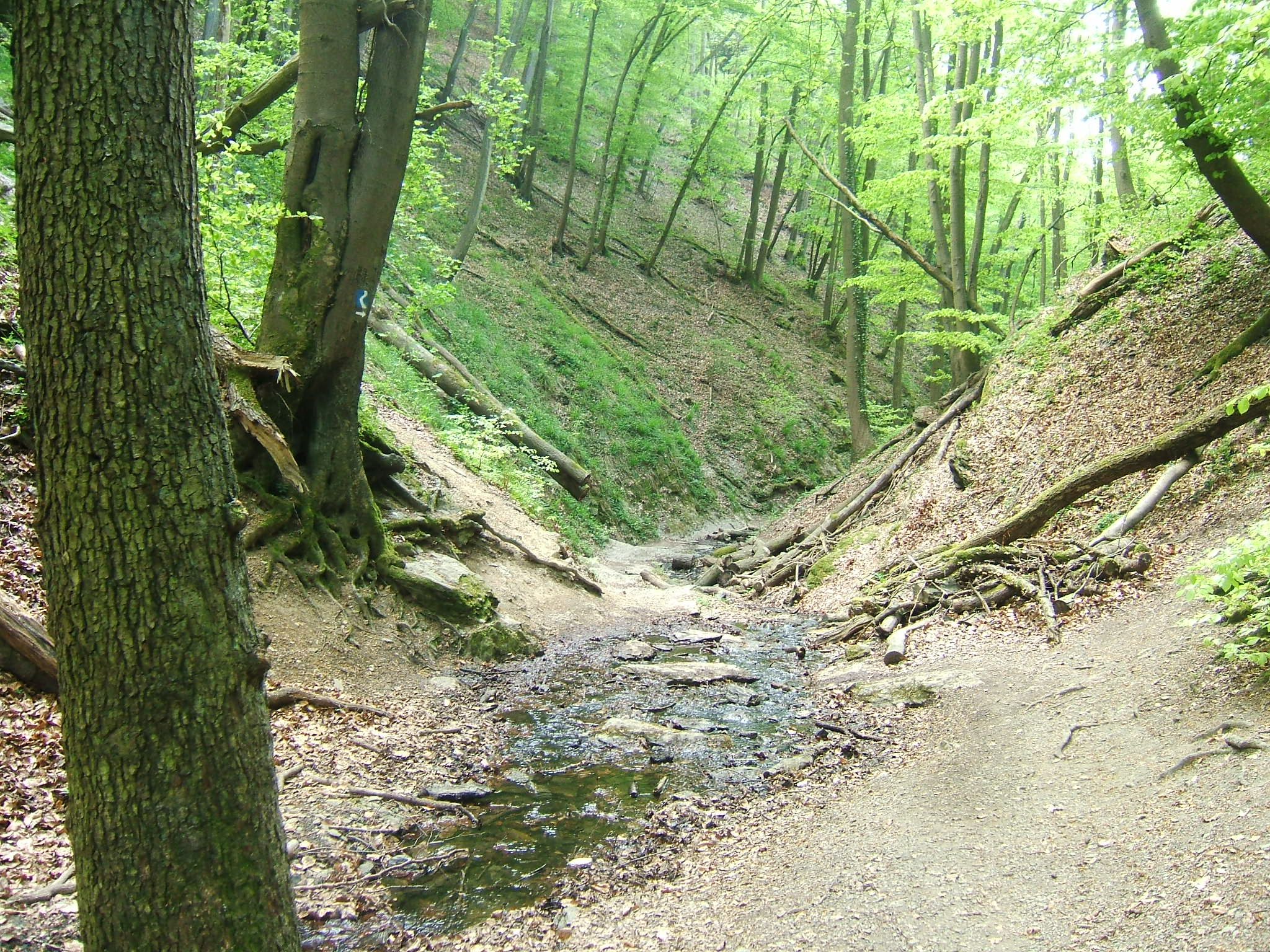
Bei Lahnstein – In der Ruppertsklamm
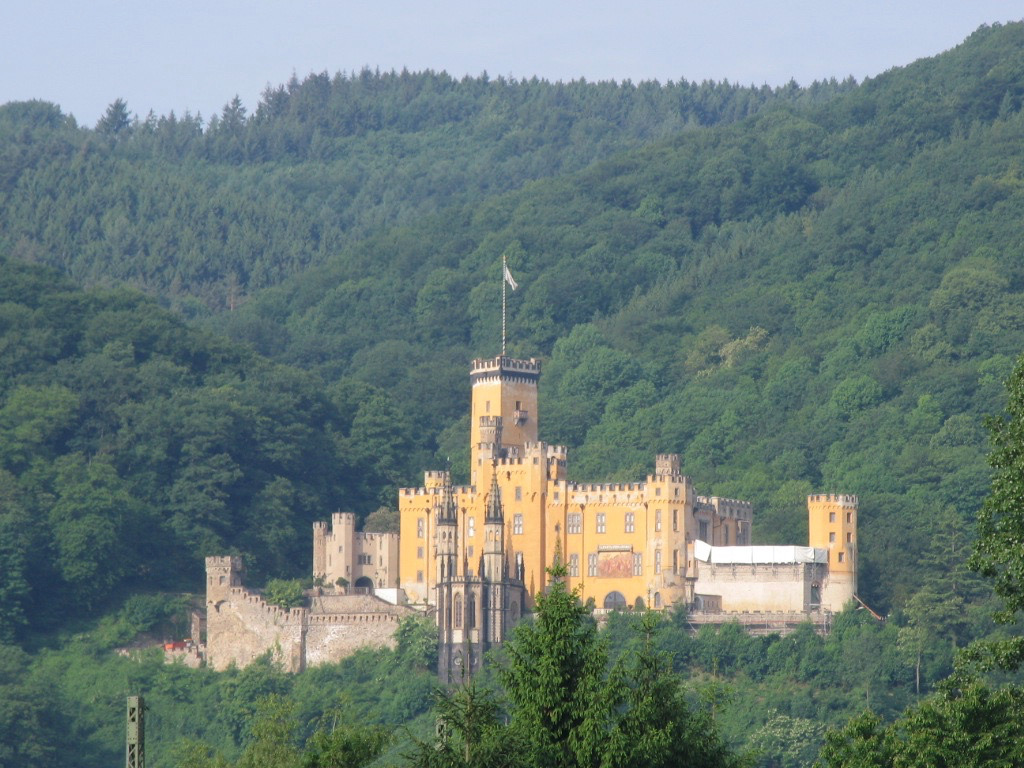
Lahnstein – Blick auf Schloss Stolzenfels
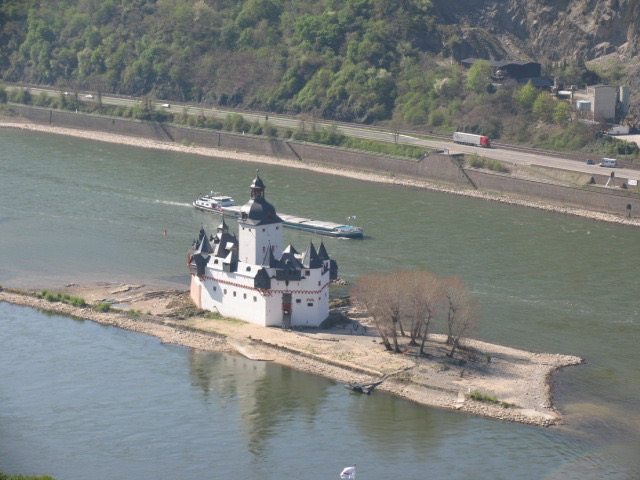
Kaub – Blick auf Burg Pfalzgrafenstein
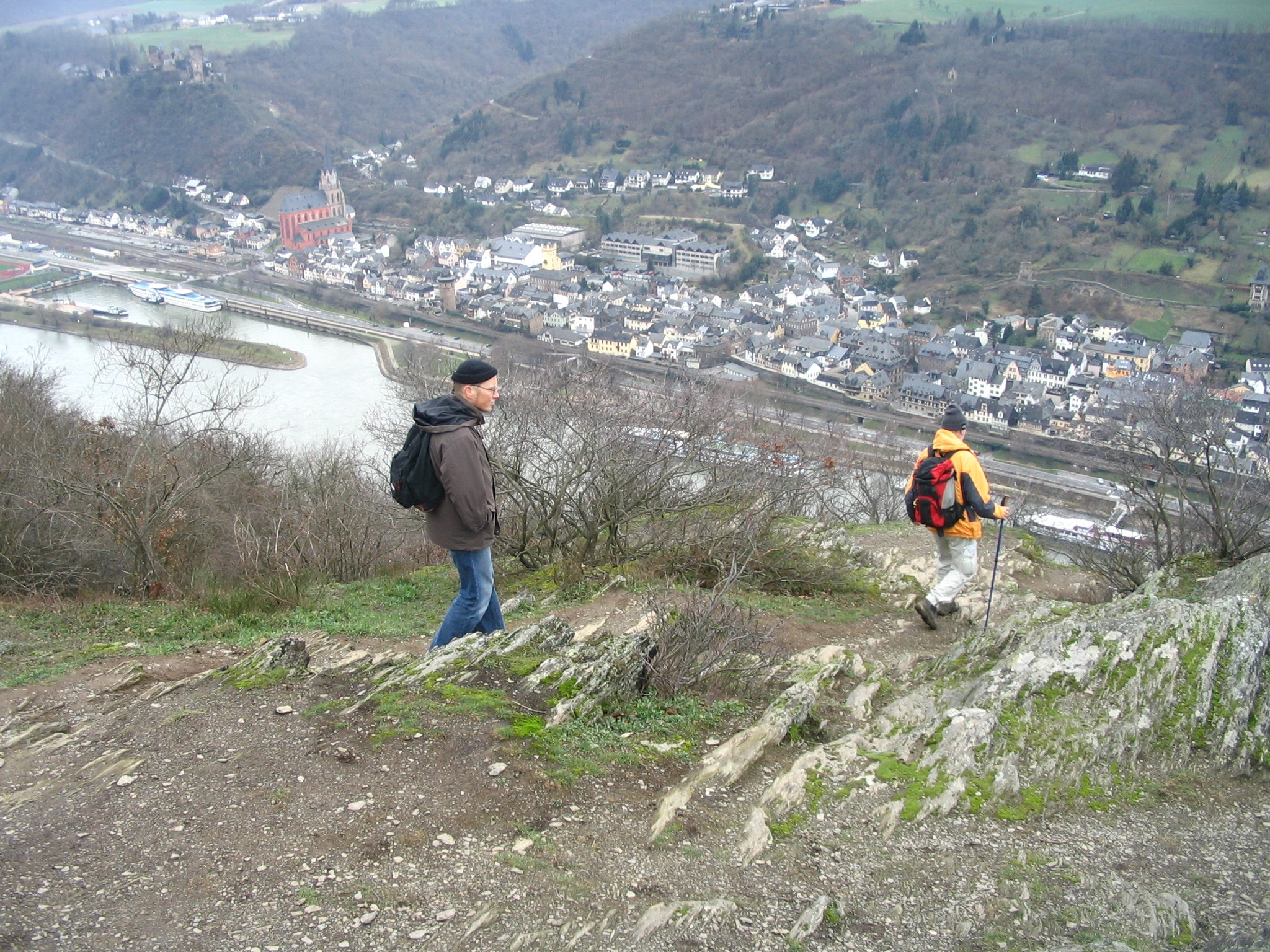
Zwischen Kaub und St. Goarshausen – Blick vom Roßstein auf Oberwesel
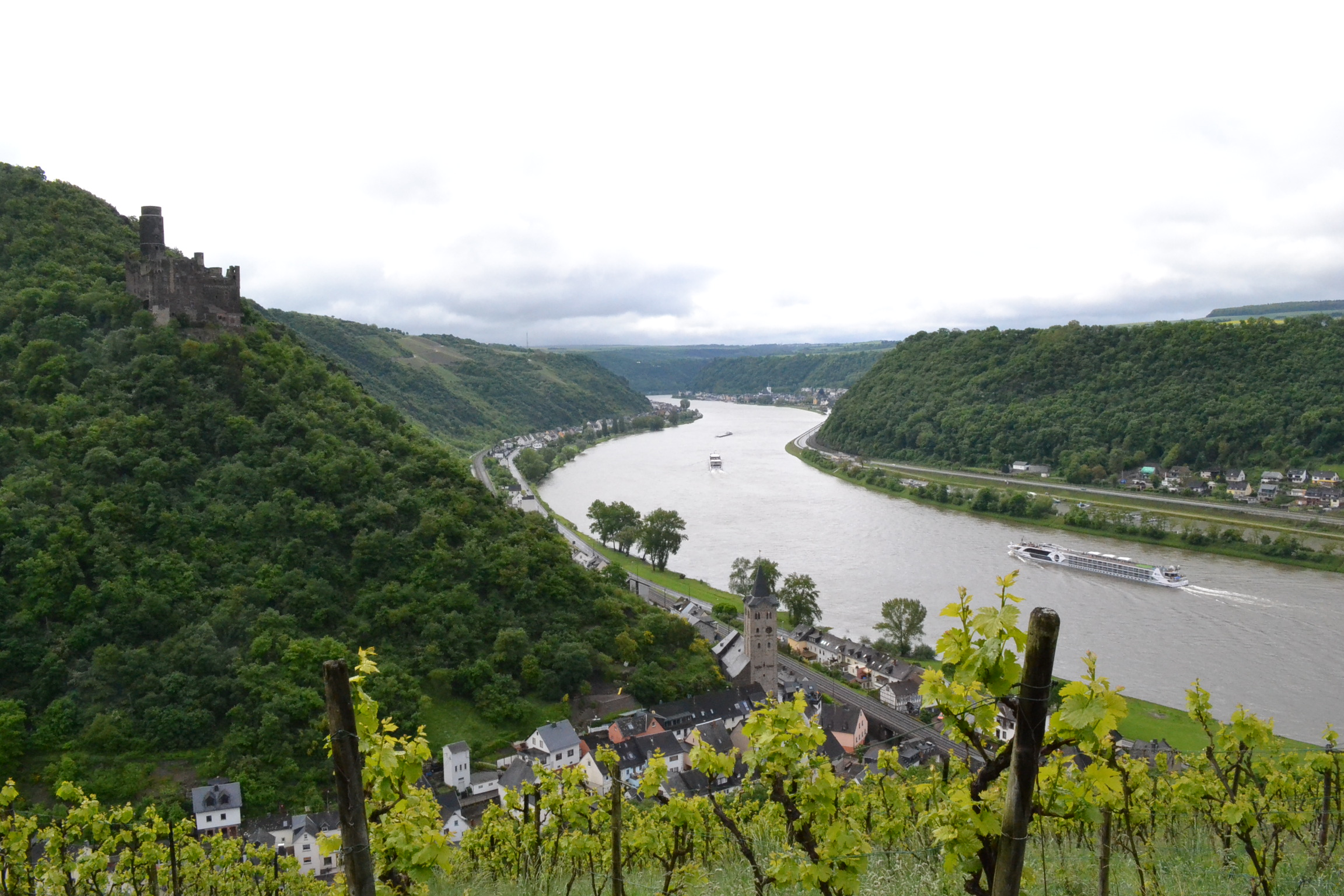
St. Goarshausen – Wellmich und Burg Maus
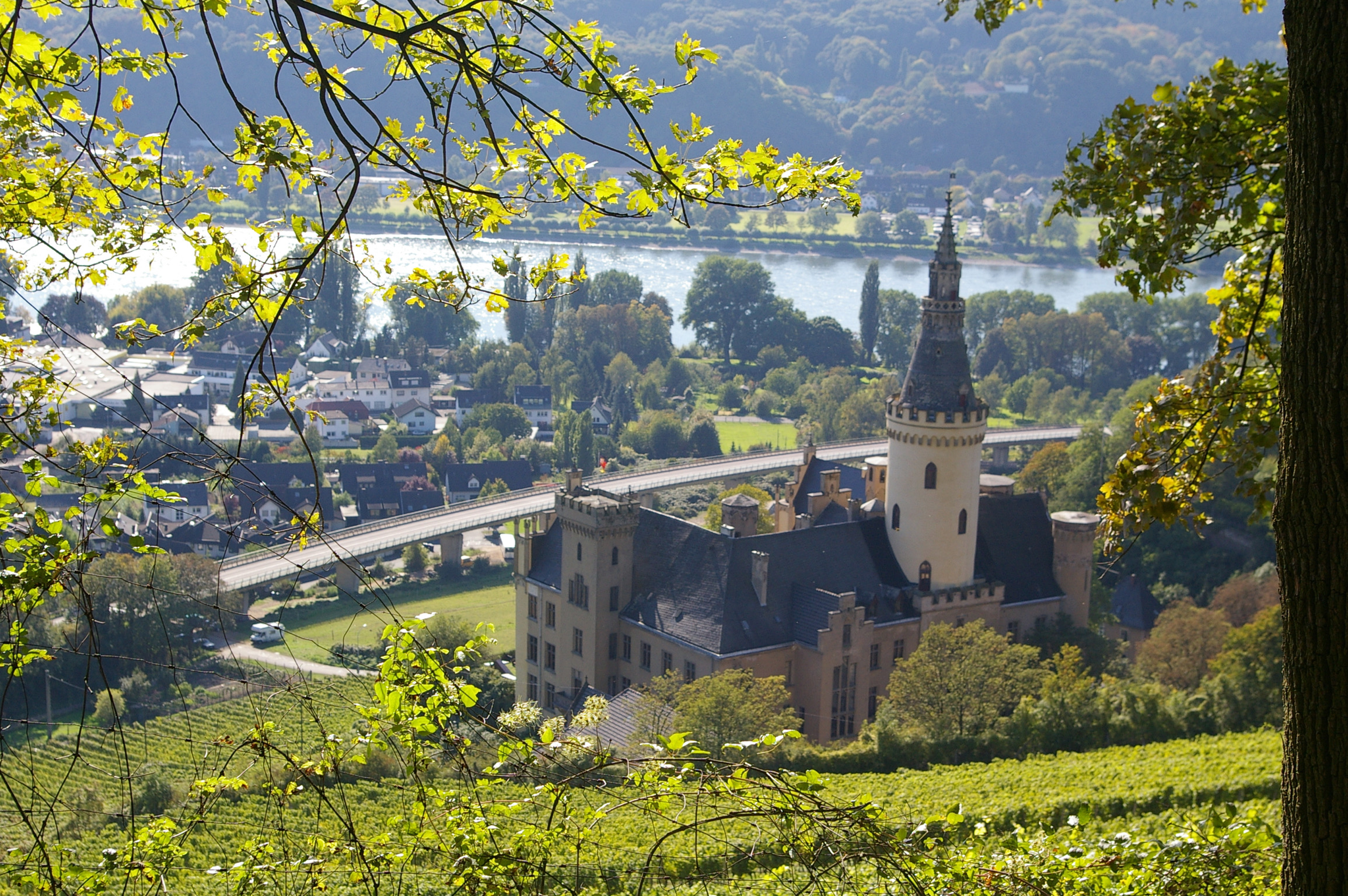
Schloss Arenfels in Bad Hönningen